# Melanocharis
Melanocharis é um género de ave da família Melanocharitidae.
Este género contém as seguintes espécies:
- Melanocharis crassirostris
- Melanocharis longicauda
- Melanocharis nigra
- Melanocharis striativentris
- Melanocharis versteri
- Obscure Berrypecker